# Javier Cortés (torero)
Javier Cortés Fuentes (Getafe 10 de abril de 1989) es un torero español en activo que tomó la alternativa en vistalegre en 2010.

## Biografía
Javier Cortés nació en Madrid el 10 de abril de 1989 aunque es considerado de Getafe.

## Carrera profesional

### Novillero
Temporada 2007
Debutó con picadores en la Plaza de toros de Getafe el 27 de mayo de 2007 estando acartelado junto a Francisco Pajares y Román Pérez con novillos de Vergara Azcárate.
Temporada 2008 
Se presenta en Madrid el 6 de julio de 2008 acartelado junto a Pedro Carrero y Salvador Barberán con novillos de Baltasar Ibán, el mismo año se proclama novillero triunfador del certamen de novilladas nocturna en Las Ventas.

#### Estadísticas
| Año   | Festejos | Reses lidiadas | Orejas | Rabos | Indultos |
| ----- | -------- | -------------- | ------ | ----- | -------- |
| 2007  | 11       | 23             | 11     | 0     | 0        |
| 2008  | 28       | 56             | 28     | 1     | 0        |
| 2009  | 36       | 74             | 19     | 0     | 0        |
| 2010  | 1        | 2              | 1      | 0     | 0        |
| Total | 76       | 155            | 59     | 1     | 0        |

### Alternativa y matador de toros
Temporada 2010
Toma la alternativa en Vistalegre el 21 de febrero de 2010 teniendo de padrino a Rubén Pinar y de testigo a Miguel Tendero con toros de Zalduendo.
Confirma alternativa en Las Ventas el 8 de mayo de 2010 teniendo de padrino a Uceda Leal y de testigo a Pedro Gutiérrez El Capea con novillos de Antonio Bañuelos.
Vuelve a torear en Las Ventas el 4 de julio y realiza su primer paseíllo como matador de toros en Sevilla el 15 de agosto. 
Temporada 2011
Torea dos tardes en Madrid, la primera el 17 de abril y la segunda el 31 de mayo por la Feria de San Isidro.
Temporada 2017
Torea en Madrid el 17 de septiembre.
Temporada 2018
El 2 de mayo corta una oreja y resulta cogido por su segundo toro en Madrid, vuelve a torear en Madrid el 7 de junio pero vuelve a resultar cogido y torea dos tarde más, el 24 de junio y el 12 de octubre con motivo del día de la hispanidad.
Temporada 2019
Torea tres tardes en Las Ventas, el 14 de mayo, el 25 de mayo y resultó cogido el 15 de septiembre.

#### Estadísticas
| Año   | Festejos | Reses lidiadas | Orejas | Rabos | Indultos |
| ----- | -------- | -------------- | ------ | ----- | -------- |
| 2010  | 8        | 16             | 4      | 1     | 0        |
| 2011  | 7        | 14             | 9      | 1     | 1        |
| 2012  | 1        | 2              | 1      | 0     | 0        |
| 2015  | 1        | 2              | 0      | 0     | 0        |
| 2016  | 3        | 6              | 1      | 0     | 0        |
| 2017  | 3        | 6              | 1      | 0     | 0        |
| 2018  | 11       | 23             | 7      | 0     | 0        |
| 2019  | 12       | 24             | 10     | 0     | 0        |
| Total | 46       | 93             | 33     | 2     | 1        |